# Liste der Monuments historiques in Saint-Martin-de-Sescas
Die Liste der Monuments historiques in Saint-Martin-de-Sescas führt die Monuments historiques in der französischen Gemeinde Saint-Martin-de-Sescas auf.

## Liste der Bauwerke
| Bezeichnung      | Beschreibung              | Standort | Kennzeichnung | Schutzstatus | Datum | Bild |
| ---------------- | ------------------------- | -------- | ------------- | ------------ | ----- | ---- |
| Kirche St-Martin | Erbaut im 12. Jahrhundert | (Lage)   | PA00083782    | Classé       | 1908  |      |